# ديلي أيينوغبا
باميديلي ماثيو أيينوغبا Dele Aiyenugba، من مواليد 20 نوفمبر 1983 في جوس في نيجيريا، لاعب كرة قدم نيجيري.
بدأ مسيرته الكروية مع نادي كوارا ستارز في عام 1998، ولعب معهم حتى عام 2000، وفي عام 2001 انتقل إلى نادي إنييمبا، ولعب معهم حتى عام 2007، ومنذ عام 2007 انتقل إلى نادي بني يهودا الإسرائيلي.
منذ عام 2005 وهو يلعب مع منتخب نيجيريا لكرة القدم.

## روابط خارجية
- ديلي أيينوغبا على موقع الاتحاد الدولي (مؤرشف)  (الإنجليزية)
- ديلي أيينوغبا على موقع قاعدة بيانات كرة القدم.إي يو (الإنجليزية)
- ديلي أيينوغبا على موقع ناشيونال فوتبول تيمز (الإنجليزية)
- ديلي أيينوغبا على موقع Soccerway.com (الإنجليزية)
- ديلي أيينوغبا على موقع عالم كرة القدم.نت (الإنجليزية)